# 安东州
安东州，南宋时设置的州。
景定三年（1262年）升涟水军置，治所在涟水县（今属江苏省）。辖境相当今江苏省涟水县。属淮南东路。元朝时废县入州，属淮安路。明朝洪武二年（1369年）降为安东县。